# Sança de Mallorca

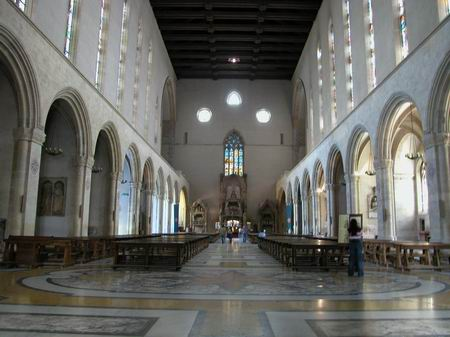
Santa Chiara va ser el segon lloc d'enterrament de la reina

Sança de Mallorca (Regne de Mallorca, 1284 - Nàpols 1345) va ser infanta de Mallorca, reina consort de Nàpols (1304-1343) i religiosa. També és coneguda com a Sança de Nàpols i com a Clara de la Santa Creu. Fou cònjuge de Robert I de Nàpols.

## Biografia
Filla del rei Jaume II de Mallorca i Esclarmonda de Foix, probablement nasqué en la part continental del regne. Era neta per línia paterna del comte-rei Jaume el Conqueridor i la princesa Violant d'Hongria, i per línia materna del comte Roger IV de Foix i Brunissenda de Cardona. Fou germana del rei Sanç I de Mallorca, l'infant Jaume de Mallorca i Elisabet de Mallorca, entre d'altres.
El 21 de juny de 1304 es casà a Cotlliure (el Rosselló) amb Robert de Nàpols, cunyat del seu germà i rei de Mallorca Sanç I, del qual en la segona esposa. El matrimoni no deixà fills que sobrevisquessin als pares, si bé estudis recents demostren que en nasqueren almenys dos infants, Joan i Robert, morts joves.
El 5 de maig de 1309, en succeir Robert a Carles II de Nàpols, esdevingué reina consort de Nàpols. El seu marit li atorgà les senyories de Potenza, Venosa, Lanciano, Alessa i Sant'Angelo dei Lombardi i Ruvo di Puglia el 2 d'agost de 1311.
A la mort de Robert, el 20 de gener de 1343, va presidir el Consell de Regència durant la minoria d'edat de Joana, neta del seu espòs i hereva al tron després de la mort de Carles de Calàbria, fill del primer matrimoni de Robert amb Violant d'Aragó i Sicília. En aquest sentit, caldria valorar-ne les habilitats organitzatives i de govern, de mediació diplomàtica. No obstant això, quan Francesco Petrarca visita Nàpols, el setembre de 1343, com a ambaixador del papa Climent VI, descriu el regne com "un navili que els seus pilots condueixen al naufragi", criticant obertament la influència de fra Roberto. Malgrat que havia de ser regent fins que Joana complís 25 anys, sota la influència dels seus capellans, Sança la deixà i just un any després, el 20 de gener de 1344, va ingressar al convent de Santa Creu, que havia fundat, i prengué el nom de Clara de la Santa Creu (Chiara di Santa Croce). Hi morí el 28 de juliol de l'any següent i hi fou sepultada.

## Espiritualitat
Sança de Mallorca tenia una profunda espiritualitat i es vinculà fortament amb l'orde franciscà, com ja havien fet les seves dues famílies (la casa reial mallorquina i els Anjou napolitans), que havien protegit i fomentat l'orde. Se sap que, cap al 1300, anà a Mallorca per rebre formació de mestres franciscans i d'aquí la influència d'Arnau de Vilanova o de Ramon Llull en la seva espiritualitat. Ja a Nàpols, Sança portà a terme un intens projecte fundador de quatre monestirs de l'orde de Santa Clara: el dedicat al Sagrat Cos de Crist i a l'Òstia Santa, més conegut com de Santa Clara, de fet un monestir «doble»; els dedicats a les santes penitents, el de Santa Magdalena i el de Santa Maria Egipcíaca, fundats a la dècada del 1330, que acollirien les mulieres vitae levis o dones repenedides, i el de la Santa Creu del Palau, on ingressà com a monja i morí. Cap al 1335 fundà a Jerusalem, sobre uns terrenys comprats al soldà d'Egipte, el convent d'observants del Sant Sepulcre i l'església de Montsió.
Sança (com també el seu germà, l'infant Felip) se n'acostà als postulats més pauperístics i espiritualistes. A la seva cort va acollir els germans espirituals, coneguts amb els noms de Germans de la Vida Pobra i fraticels, que fugien del sud de França o el nord de l'actual Itàlia, on eren perseguits. Un dels seus capellans, fra Andreu de Galiano, va arribar a ser processat amb càrrec d'haver fet proselitisme entre els laics i religiosos de Nàpols, predicant contra la butlla de Joan XXII Cum inter nonnullos. En la causa que fra Michele de Cesena va mantenir amb el papat sobre el sentit original del vot de pobresa de Sant Francesc i, per tant, sobre l'aplicació pràctica i vivència de la pobresa evangèlica, Sança va donar suport al frare franciscà. També es va aliar a les tesis expressades per Ubertí de Casale i altres escriptors espirituals i va ser amonestada pel Papa per acollir en la seva cort heretges i cismàtics i per estar a prop de la doctrina i companyia dels fraticels. Entre els acollits a la cort hi havia Joan de Bertholeo i Guillem de Scala, que esdevingué confessor de la reina, com també fra Roberto, un dels cabdills dels fraticels, que van tenir una gran influència sobre els reis.

## Veneració
La família franciscana la té al santoral com a beata, però sense reconeixement oficial fora d'aquest àmbit. En començar el segle xv, les monges es traslladaren al nou monestir de Santa Clara i hi portaren les restes de la reina, que llavors ja era venerada com a persona santa. Les restes, però, s'han perdut i no se'n conserva el rastre.
S'han conservat un bon nombre de cartes escrites per la sobirana, recollides i transcrites pel cronista Lucas Wading. Patrocinà la creació artística, que connotà també amb els seus ideals evangèlics i filoespiritualistes.